# Cruet
Cruet ist eine französische Gemeinde mit 1.042 Einwohnern (Stand: 1. Januar 2022) innerhalb des Arrondissements Chambéry im Département Savoie in der Region Auvergne-Rhône-Alpes. Die Gemeinde gehört zum Kanton Saint-Pierre-d’Albigny. 

## Geographie
Cruet liegt etwa 14 Kilometer ostsüdöstlich von Chambéry an der Isère. Umgeben wird Cruet von den Nachbargemeinden La Thuile im Norden und Westen, Saint-Jean-de-la-Porte im Norden und Nordosten, Coise-Saint-Jean-Pied-Gauthier im Osten, Planaise im Süden, Arbin im Südwesten sowie Montmélian im Westen und Südwesten.
Die Gemeinde liegt innerhalb des Regionalen Naturparks Massif des Bauges.

## Bevölkerungsentwicklung
| Jahr                       | 1962 | 1968 | 1975 | 1982 | 1990 | 1999 | 2006 | 2018 |
| -------------------------- | ---- | ---- | ---- | ---- | ---- | ---- | ---- | ---- |
| Einwohner                  | 508  | 457  | 525  | 638  | 823  | 969  | 1044 | 1040 |
| Quellen: Cassini und INSEE |      |      |      |      |      |      |      |      |

## Sehenswürdigkeiten
- Kirche Saint-Laurent, 1896 bis 1899 erbaut
- Schloss Verdun-Dessus, frühere Burganlage aus dem 13. Jahrhundert
- Schloss La Rive, frühere Burganlage aus dem 13. Jahrhundert
- Turm Le Chaffard aus dem 14. Jahrhundert

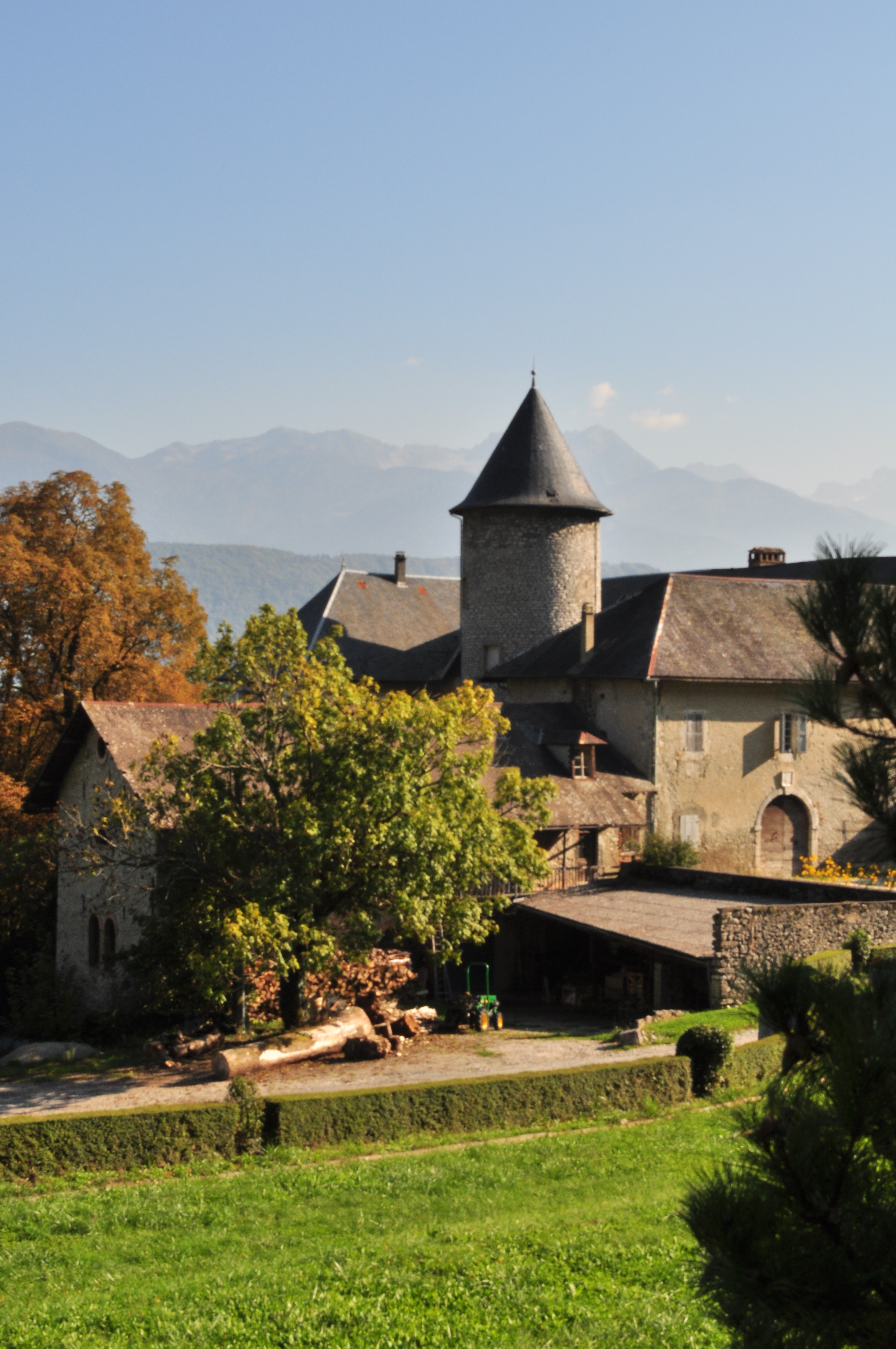
Schloss Verdun-Dessus
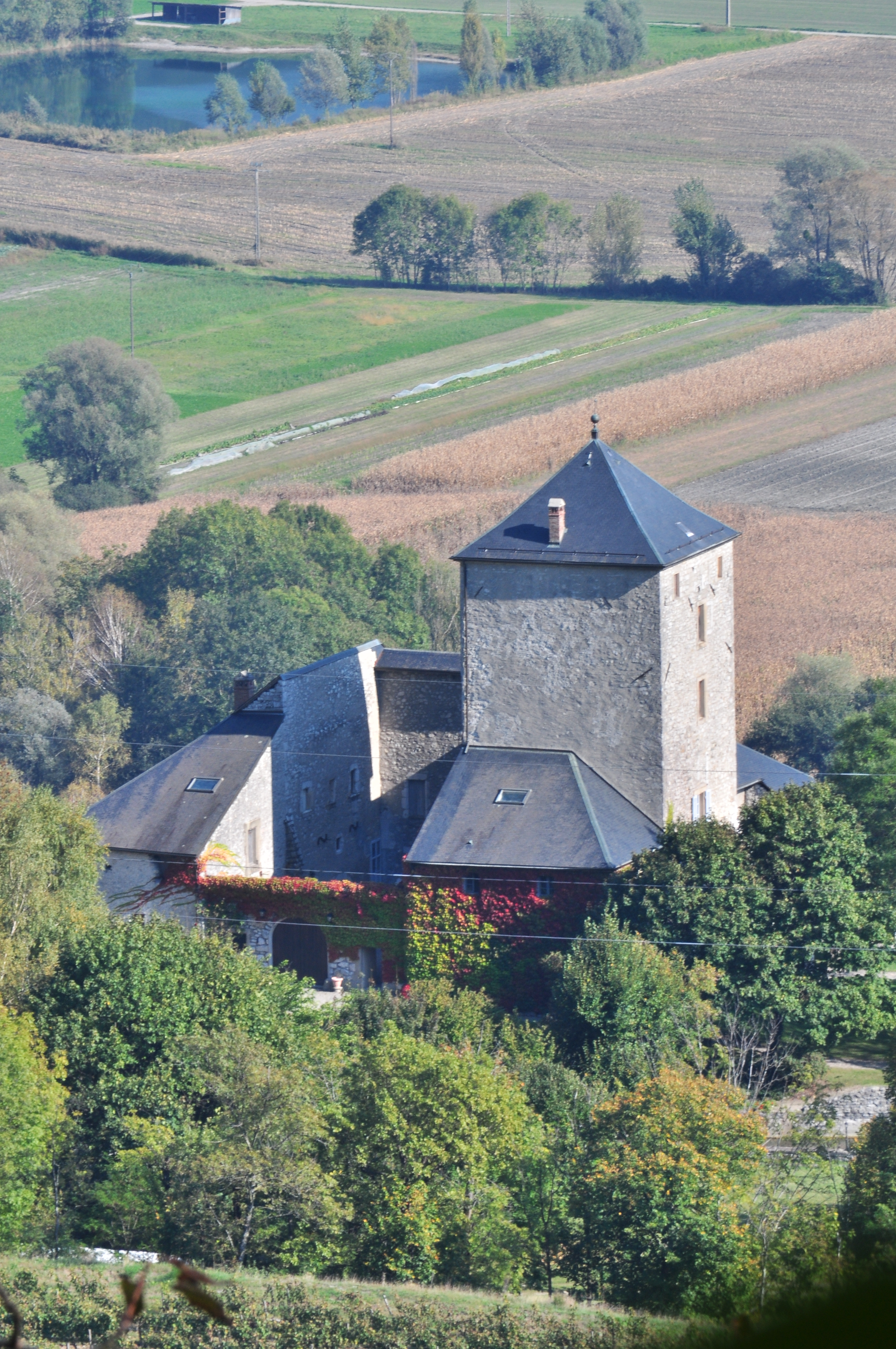
Schloss La Rive
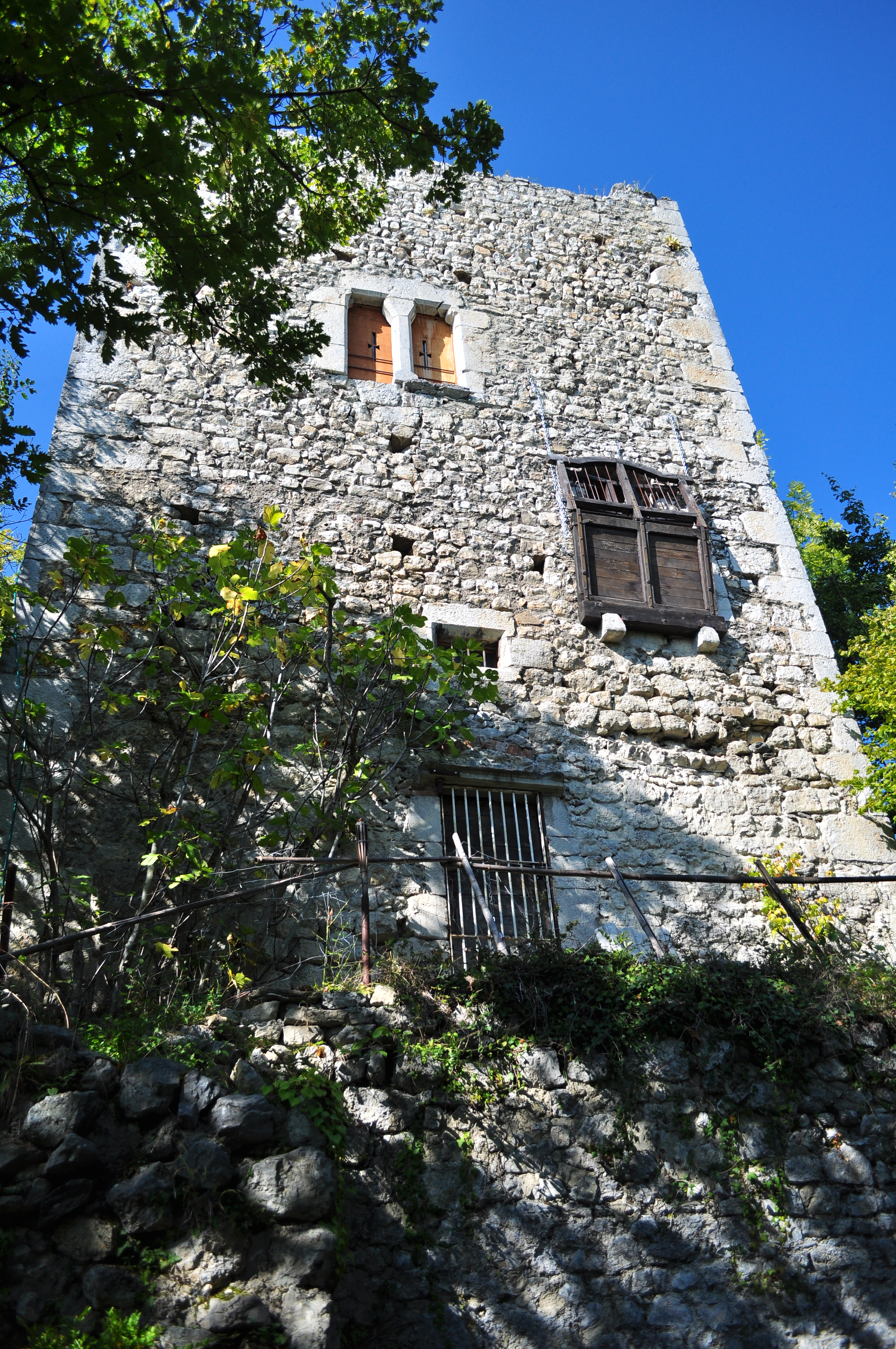
Turm Le Chaffard